# Pandora phalangicida
Pandora phalangicida är en svampart som först beskrevs av Gustaf Lagerheim, och fick sitt nu gällande namn av Humber 1989. Pandora phalangicida ingår i släktet Pandora och familjen Entomophthoraceae.   Inga underarter finns listade i Catalogue of Life.